# Gold Fields St Ives Tennis International 2010
Il Gold Fields St Ives Tennis International 2010 (Australia F10 Futures 2010) è stato un torneo di tennis facente parte della categoria ITF Men's Circuit nell'ambito dell'ITF Men's Circuit 2010. Il torneo si è giocato a Kalgoorlie in Australia dal 1° al 7 novembre 2010 su campi in cemento.

## Vincitori

### Singolare
Erik Chvojka ha battuto in finale  Brydan Klein con il punteggio di 3–6, 6–3, 7–6(4)

### Doppio
Joel Lindner /  Matt Reid hanno battuto in finale  Colin Ebelthite /  Adam Feeney con il punteggio di 7–6(5), 4–6, [10–6]